# Keihäsjärvi (sjö i Kuopio, Norra Savolax)
Keihäsjärvi är en sjö i kommunen Kuopio i landskapet Norra Savolax i Finland. Sjön ligger 105,4 meter över havet. Den är 1 meter djup. Arean är 52 hektar och strandlinjen är 6,42 kilometer lång. Sjön  ingår i Kymmene älvs huvudavrinningsområde.   Den ligger omkring 24 kilometer väster om Kuopio och omkring 320 kilometer norr om Helsingfors. 